# Sarracenia oreophila
Sarracenia oreophila este o specie de plante carnivore din genul Sarracenia, familia Sarraceniaceae, ordinul Ericales. A fost descrisă pentru prima dată de Thomas Henry Kearney, și a primit numele actual de la Edgar Theodore Wherry. A fost clasificată de IUCN ca specie pe cale de dispariție (stare critică). Conform Catalogue of Life specia Sarracenia oreophila nu are subspecii cunoscute.

## Galerie de imagini

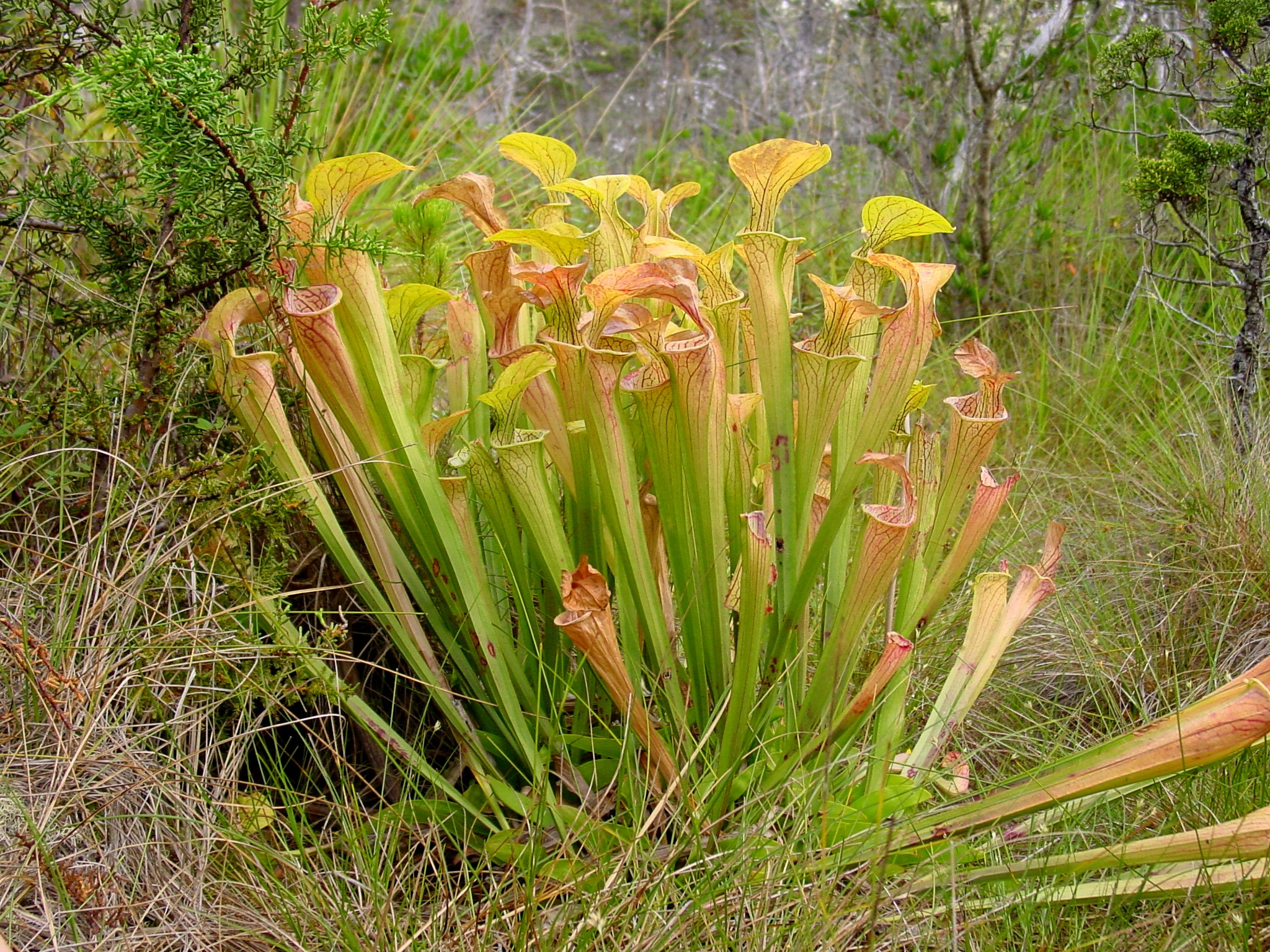
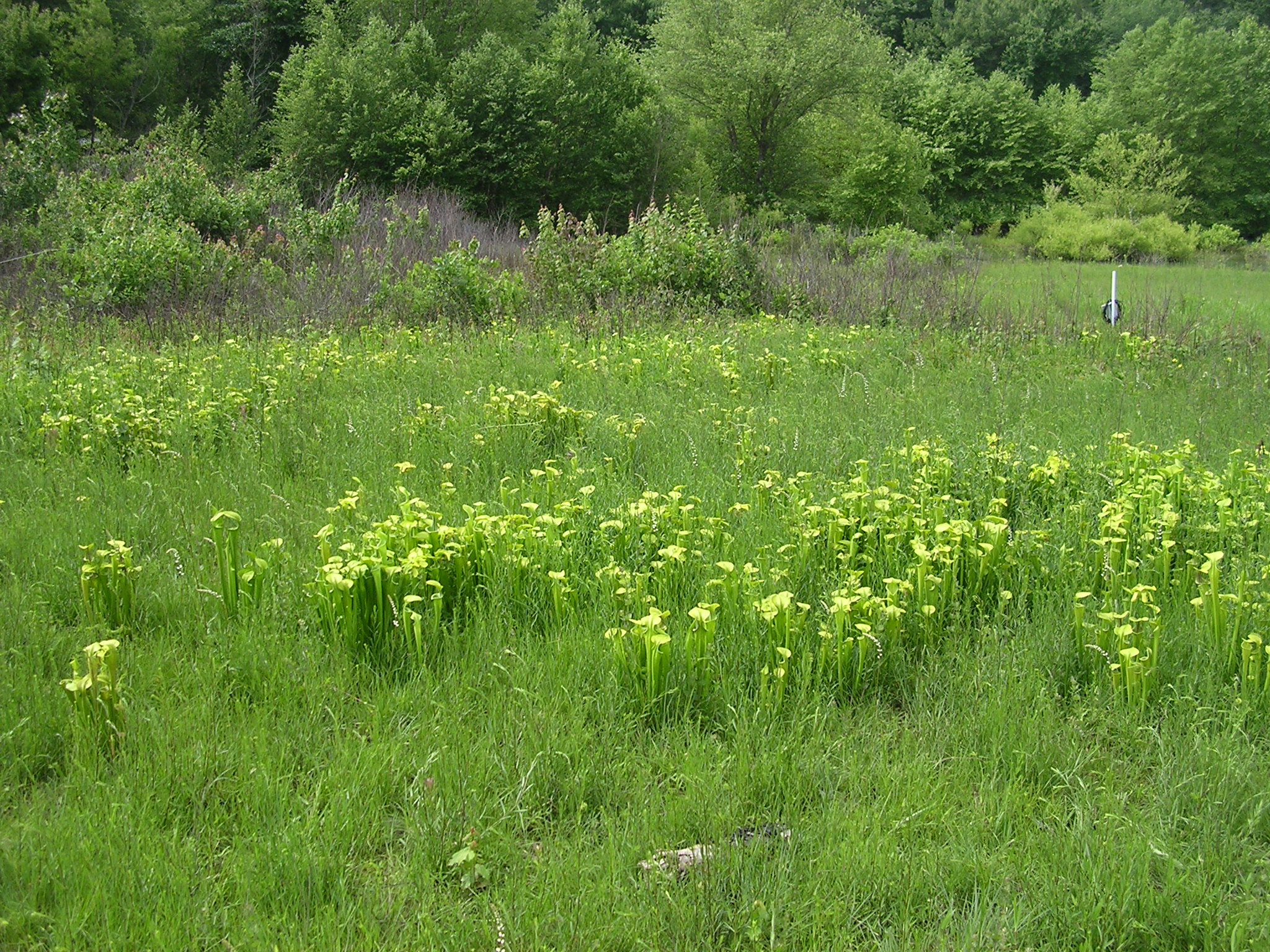
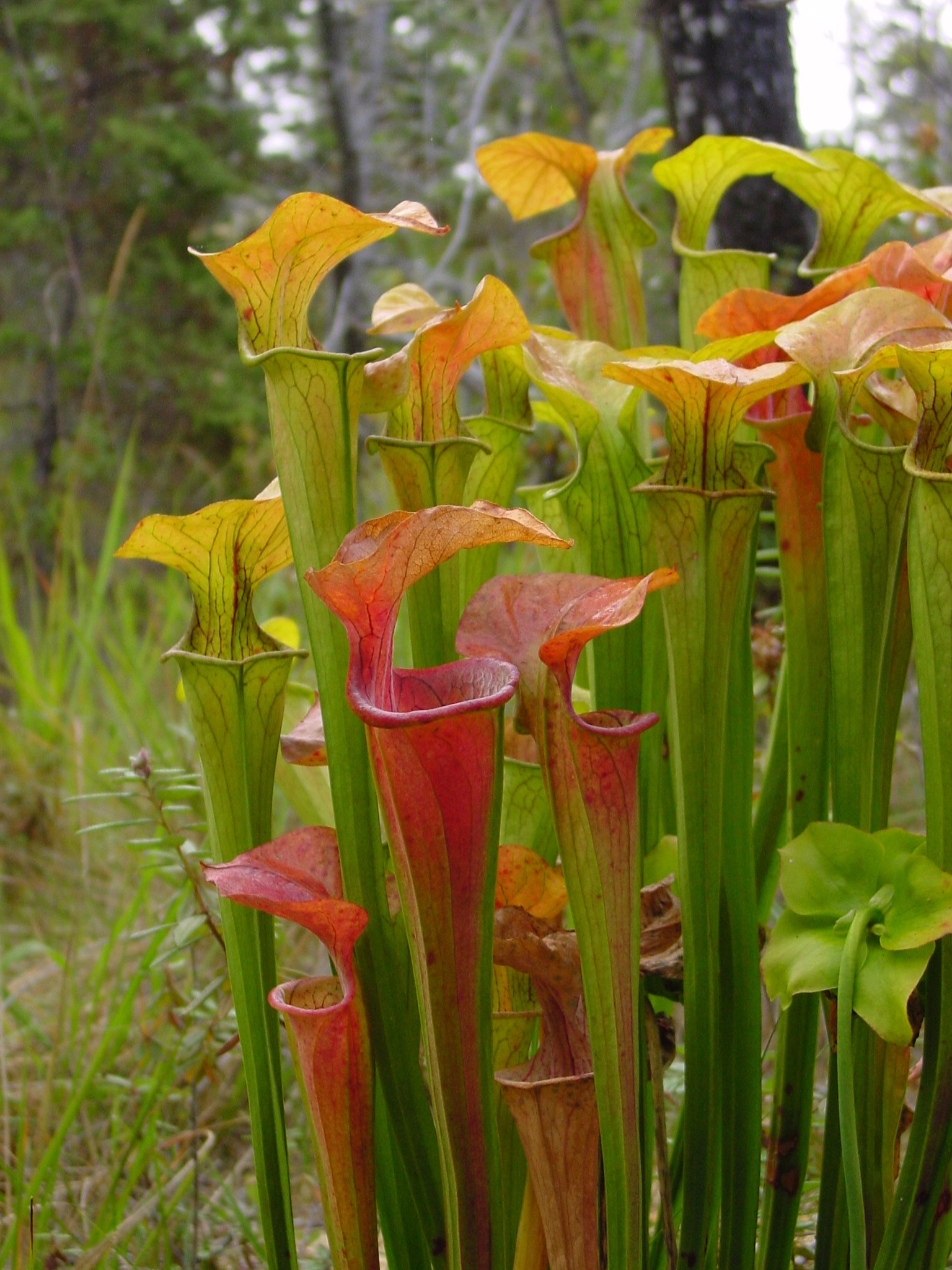
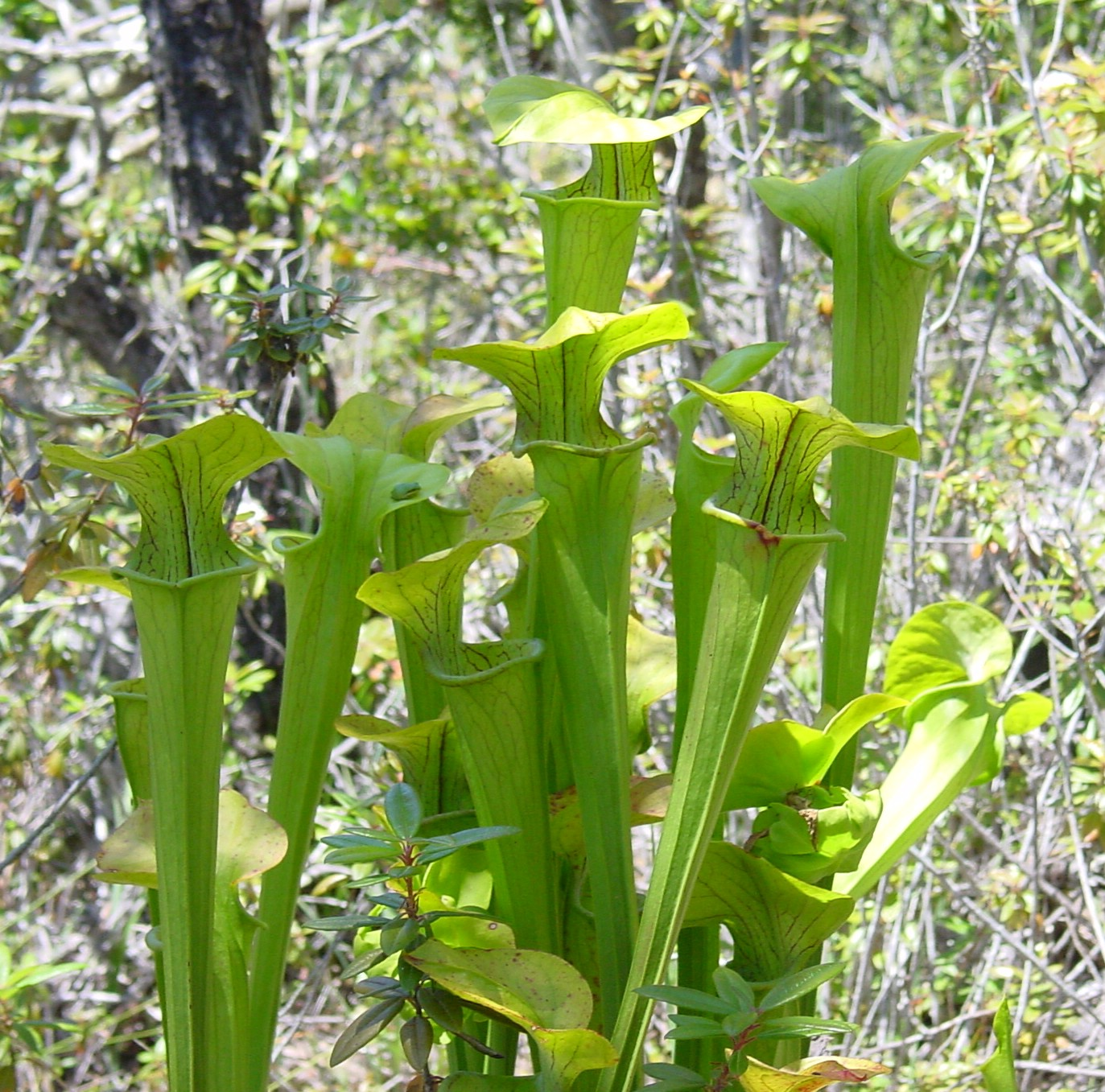
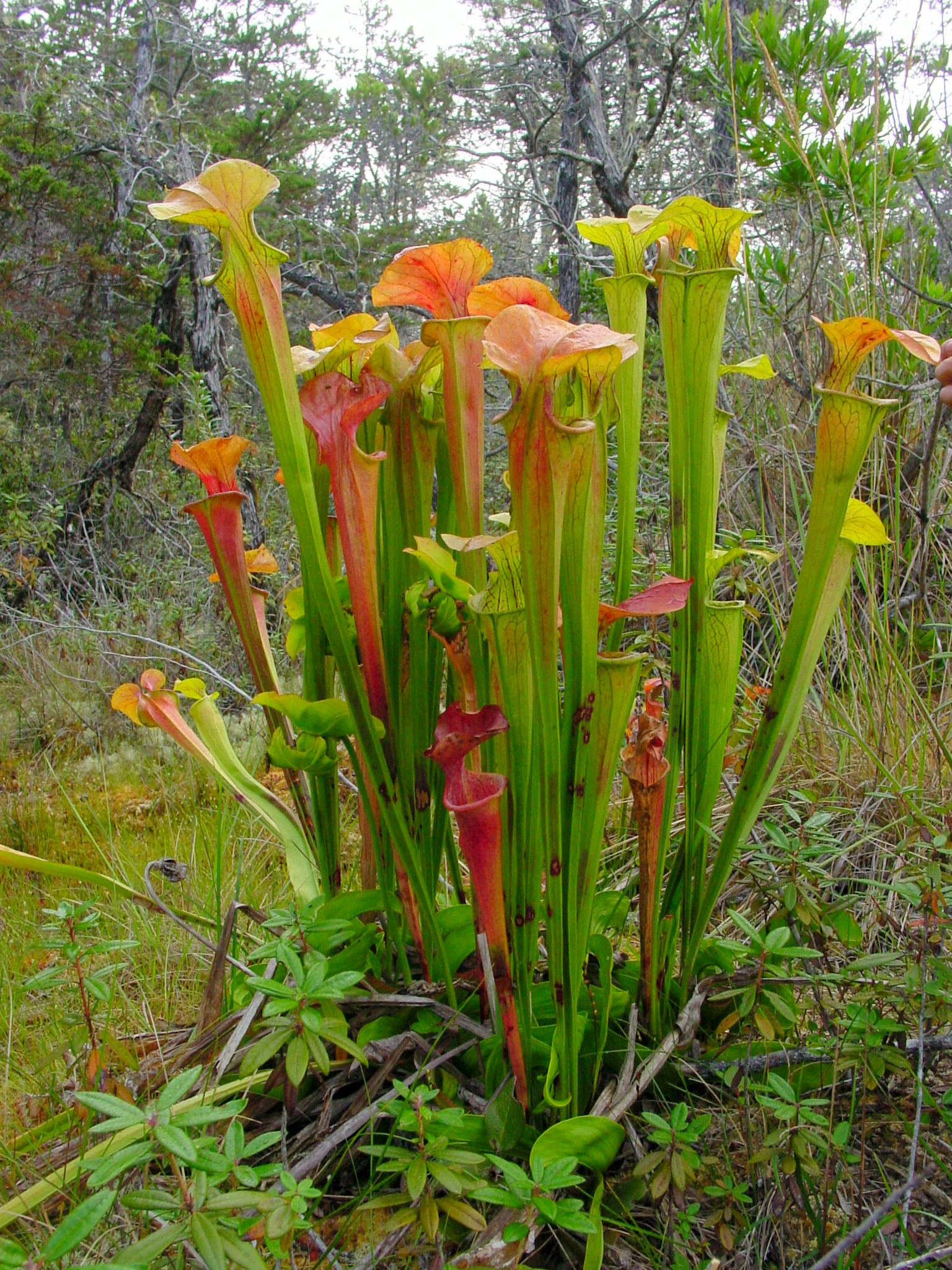
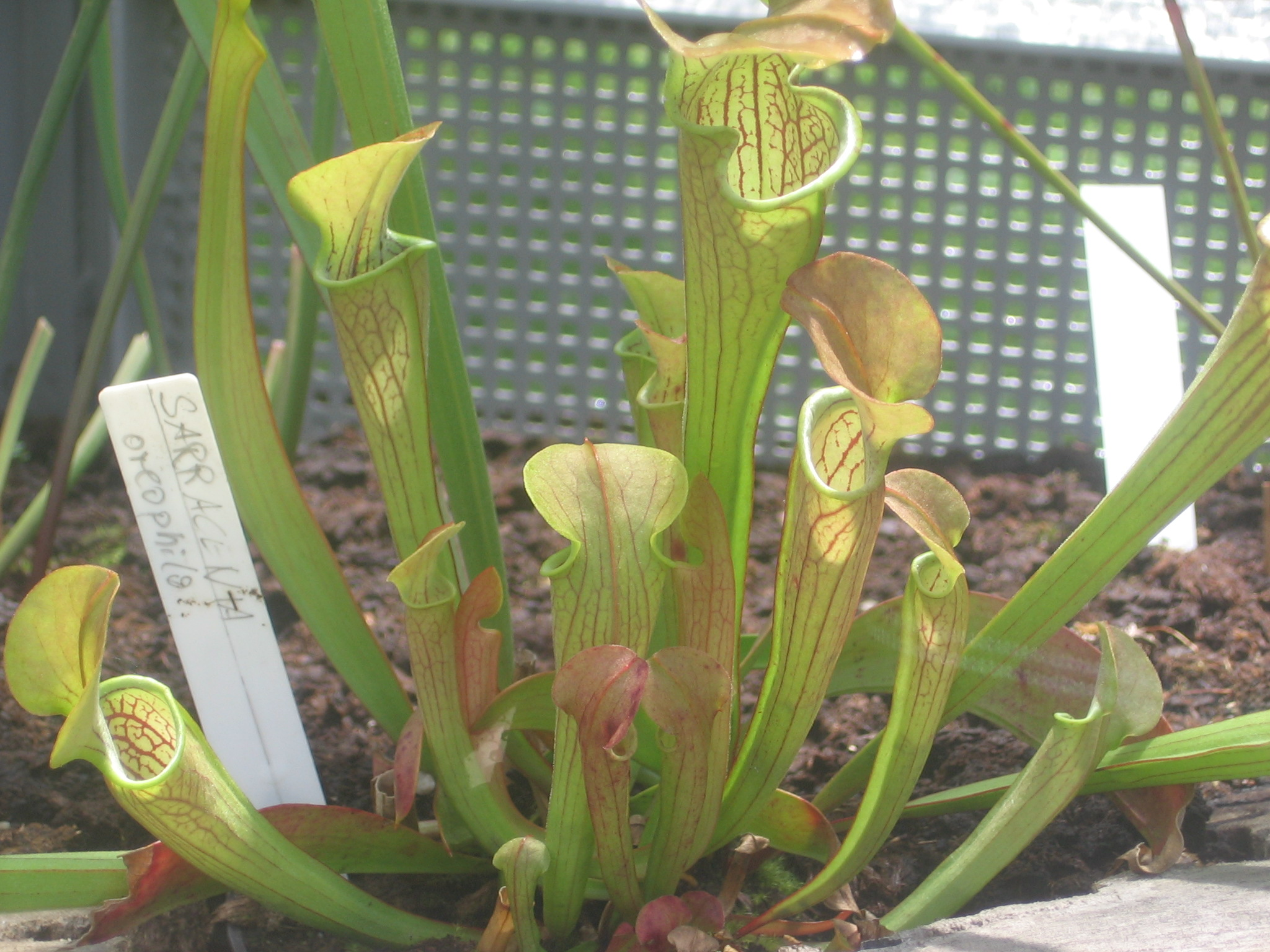